# الخورتين (الشعر)

تعديل مصدري - تعديل

الخورتين محلة تابعة لقرية خزران، التابعة لعزلة القابل الاسفل بمديرية الشعر إحدى مديريات محافظة إب في الجمهورية اليمنية، بلغ تعداد سكانها 38 حسب تعداد اليمن لعام 2004.